# كأس أمم إفريقيا لكرة القدم للسيدات 2022
كأس الأمم الأفريقية للسيدات 2022 (بالإنجليزية: 2022 Africa Women Cup of Nations) هي النسخة الرابعة عشرة من بطولة كرة القدم الأفريقية الدولية للسيدات التي تنظم كل سنتين والتي ينظمها الاتحاد الأفريقي لكرة القدم (CAF). البطولة التي استضافها المغرب في الفترة من 2 إلى 23 يوليو 2022. جنوب أفريقيا هو البطل بعد هزيمة المنتخب المغربي بـ 2 مقابل 1.